# Caíco
Airton Graciliano dos Santos, mais conhecido como Caíco (Porto Alegre, 15 de maio de 1974), é um ex-futebolista brasileiro.

## Carreira

### Jogador

#### Clubes
Foi revelado nas categorias da base do Internacional, onde iniciou a carreira em 1992, tomou a titularidade de Silas e teve papel fundamental na conquista da Copa do Brasil de 1992, marcando um gol na partida da ida em 10 de dezembro.
Pelo Inter, também participou da conquista do Campeonato Gaúcho de 1992 e 1994. Ficou no clube gaúcho até 1995, quando foi contratado pelo clube japonês Tokyo Verdy, juntamente com Argel.
Caíco teve uma repentina passagem pelo Japão.
Foi repatriado pelo Flamengo, em 1996.
Sem chances no clube carioca, Caíco foi para o Santos, onde teve um desempenho um pouco melhor. A partir daí, começou sua trajetória de "cigano do futebol".
Passou pelo Atlético Paranaense, em 1998, sem muito sucesso, e voltou ao Santos no ano seguinte.
Não vingou, e em 2000 foi para o Atlético Mineiro. Em 45 jogos com a camisa alvinegra, fez 6 gols e conquistou o Campeonato Mineiro de 2000.
Regressou pela segunda vez ao Santos em 2001, e depois não conseguiu mais se firmar em outra equipe.
Lugano (Suíça), Ponte Preta, Goiás, Leiria (Portugal), Juventude, Marítimo (Portugal), Coritiba, Itumbiara e Vila Nova foram os demais clubes defendidos pelo jogador, que encerraria a carreira em 2009, no mesmo Itumbiara.

#### Seleção Brasileira
Teve participação nas Seleções Brasileira de base, onde disputou o Mundial sub-20 de 1993 e conquistou o título. Também ganhou o Torneio Internacional de Toulon em 1993.

### Auxiliar Técnico
Iniciou como Auxiliar Técnico do Inter nas categorias de base em 2013 e ficou até 2017.
Em 2018, foi levado ao elenco profissional logo após o anúncio de Odair Hellmann como técnico. Deixou o clube em março de 2021.

## Títulos
Internacional
- Campeonato Gaúcho: 1992, 1994
- Copa do Brasil: 1992

Santos
- Torneio Rio-São Paulo: 1997

Atlético-PR
- Campeonato Paranaense: 1998

Atlético-MG
- Campeonato Mineiro: 2000

Coritiba
- Campeonato Brasileiro Série B: 2007

Itumbiara
- Campeonato Goiano: 2008

Seleção Brasileira
- Torneio Internacional de Toulon: 1993
- Campeonato Mundial Sub-20: 1993